# Mecânica automotiva
A mecânica automotiva cuida do conserto e manutenção dos automóveis, seu estudo está dividido em várias partes sendo estas:

## Mecânica Motriz
A parte motriz de um veículo é responsável pelo seu movimento. Os motores a álcool, gasolina, gás, flex ou diesel etc. possuem o mesmo princípio de funcionamento, sendo constituído de partes fixas e partes móveis. As partes fixas sustentam as partes móveis.

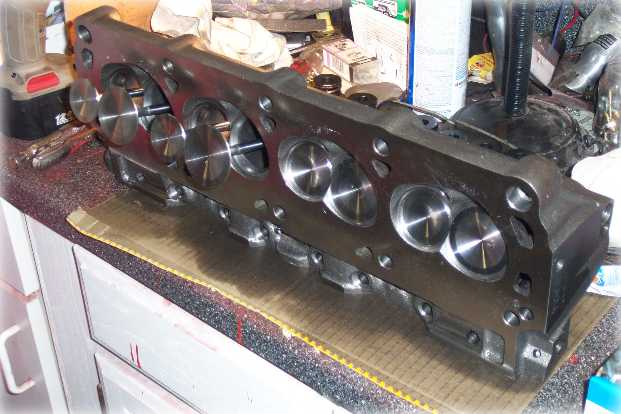
Cabeçote do motor desmontado, mostrando as válvulas

### Partes de um motor a explosão

O virabrequim (vermelho), êmbolos ou pistões (cinzento), e os cilindros (azul).

- Partes Fixas

1. Cabeça
2. Bloco de Cilindros
3. Cárter

- Partes Móveis

1. Pistão
2. Biela
3. Cambota

### Resumo do sistema
Cada cilindro do bloco abriga um pistão e permite que o mesmo faça seus movimentos retilíneos de sobe e desce. O pistão, ou êmbolo, com seus movimentos longitudinais, aspira e comprime a mistura de ar e combustível, recebe a força de combustão e expulsa da câmara de explosão do cilindro os gases resultantes da queima. O ajuste do pistão ao cilindro é feito pelos anéis de segmento, sendo estes, de compressão, raspador de óleo e de lubrificação. 
A biela é responsável por ligar o pistão ao virabrequim, o que faz com que os movimentos retilíneos alternativos do pistão sejam transformados em circulares contínuos, que por sua vez são transmitidos às rodas fazendo o automóvel se locomover.